# Municipio de Deerfield (condado de Morgan)
El municipio de Deerfield (en inglés: Deerfield Township) es un municipio ubicado en el condado de Morgan en el estado estadounidense de Ohio. En el año 2010 tenía una población de 927 habitantes y una densidad poblacional de 10,84 personas por km².

## Geografía
El municipio de Deerfield se encuentra ubicado en las coordenadas 39°41′5″N 81°58′38″O / 39.68472, -81.97722. Según la Oficina del Censo de los Estados Unidos, el municipio tiene una superficie total de 85.48 km², de la cual 85,25 km² corresponden a tierra firme y (0,27 %) 0,23 km² es agua.

## Demografía
Según el censo de 2010, había 927 personas residiendo en el municipio de Deerfield. La densidad de población era de 10,84 hab./km². De los 927 habitantes, el municipio de Deerfield estaba compuesto por el 96,66 % blancos, el 0,86 % eran afroamericanos, el 0,11 % eran amerindios, el 0,11 % eran asiáticos, el 0,32 % eran de otras razas y el 1,94 % eran de una mezcla de razas. Del total de la población el 0,54 % eran hispanos o latinos de cualquier raza.